# Belia av Winchester
Belia av Winchester, död efter 1273, var en judisk-engelsk affärsidkare.
Hon var gift med en pengautlånaren Deulebene (död 1235) i Winchester, och tog över verksamheten vid makens död. Hon spelade en betydande roll inom stadens och Englands affärsvärld, och flera dokument är bevarade från hennes affärs- och domstolstransaktioner. Hon var svärdotter till Chera av Winchester, som också var hennes affärspartner. År 1241 blev hon den första kvinna som valdes till att ansvara för Winchester-gisslan, det vill säga judar som tagits i förvar och fick köpas loss.